# Палата делегатов Палау
Палата делегатов Палау (палау Olbiil era Kelulau, англ. House of Delegates of Palau, яп. パラオ代表院) — нижняя палата Парламента Палау. Палата состоит из 16 членов, избираемых на 4 года по мажоритарной системе. Каждый депутат представляет свой избирательный округ в лице штата. 
Так как в Палау политических партий не существует, все члены Палаты делегатов являются беспартийными.
Последние выборы состоялись 3 ноября 2020 года.

## История
В январе 1955 года Верховный комиссар Подопечной территории Тихоокеанские острова учредил законодательный орган Палау Olbiil era Kelulau. Парламент состоял из 24 членов, избираемых на 4 года. Все члены парламента состояли в Либеральной и Прогрессивной партиях.
Современная Палата делегатов была образована в 1980 году.